# Sarang Giting Hulu
Sarang Giting Hulu is een bestuurslaag in het regentschap Serdang Bedagai van de provincie Noord-Sumatra, Indonesië. Sarang Giting Hulu telt 329 inwoners (volkstelling 2010).